# 翻筋斗

向前翻筋斗的動畫

翻筋斗（somersault、flip、heli，在體操中會稱為salto）也稱為翻觔斗、翻跟頭、空翻，是一種體育動作，是一個人旋轉一圈，過程中腳要越過頭部。翻筋斗可以是往前的、往後的、或是側面的，可以在空中旋轉，也可以在地面旋轉，但當中都會有頭下腳上的瞬間。若是跳躍在空中旋轉，理想上旋轉後要著地恢復站立姿勢。若是在地面上的旋轉，也可以稱為滾翻。

## 種類

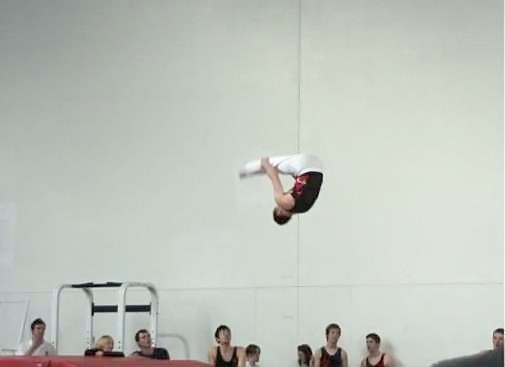
以屈體姿勢進行的向前翻筋斗過程

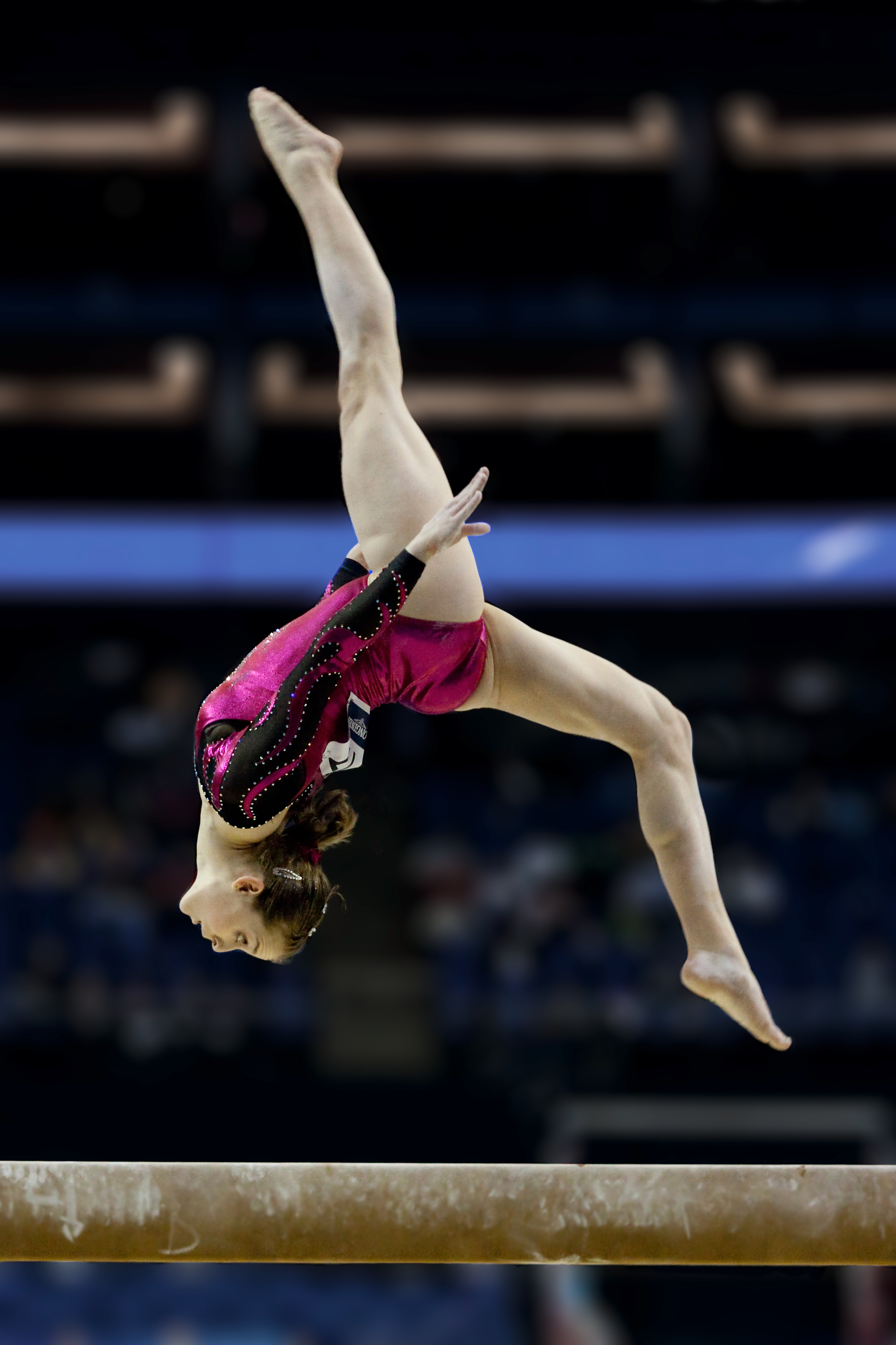
競技體操運動員劳伦·米切尔在2009年世界競技體操錦標賽中，單腳向後翻筋斗

### 身體姿勢
翻筋斗可以用不同的身體姿勢進行，像是抱腿（tucked）、抱膝（piked）、分腿（straddled），或是身體筆直的一般姿勢。

### 方向
竞技體操的翻滾沒有要求要結合前翻滾及後翻滾，大部份的體操選手會選擇後翻滾，比較容易產生動量。
竞技體操中的Arabian salto一開始是後翻滾，接著是half twist，然後前翻滾，最後會用一個或多個前翻滾作結尾。在訓練時可以用Arabian dive roll開始，再加一個前翻滾。在女子竞技体操中視為是前翻滾，在男子竞技体操中視為是後翻滾。

### Twists
竞技體操中的翻筋斗常會用twist結束。